# André Travetto
André Travetto (né le 12 décembre 1948 à Marseille dans les Bouches du Rhône ) est un footballeur français, qui évoluait au poste de défenseur.

## Biographie
André Travetto joue avec l'AS Cannes, l'AS Aixoise, l'Olympique avignonnais, le SEC Bastia et enfin le Paris Saint-Germain.
Il dispute 49 matchs en Division 1, et 123 matchs en Division 2, sans inscrire de but.
Il est demi-finaliste de la Coupe de France en 1973 avec Avignon et en 1975 avec Bastia.